# Jaroslav Chundela
Jaroslav Chundela (* 16. Dezember 1936 in Brünn; † 21. Juni 1995 in München) war ein tschechischer Schauspieler und (Opern-)Regisseur.

## Leben
Nach Abschluss seiner Ausbildung 1951 war Chundela im Stanislav-Kostka-Neumann-Theater in Prag engagiert. In den 60er- und 70er-Jahren arbeitete er als Opernregisseur im Jozef-Gregor-Tajovského-Theater in Banská Bystrica.
1972 kam er in das Drama Studio in Ústí nad Labem. Dieses wurde als Nachfolgeinstitution des vom kommunistischen Regime verbotenen Kladivadlo von Chundela gegründet und er wurde ihr erster künstlerischer Leiter. Unter seiner Führung hatte das Theater ein anerkannt hohes Niveau, und er arbeitete dort mit einer Reihe von talentierten jungen Schauspielern wie George Bartoška, Charles Kamille und Paul Zednicek. Chundela wurde zu einem der führenden tschechischen Regisseure, die mit dem totalitären Regime in Prag jedoch nicht arbeiten konnten. Unter anderem arbeiteten bei Chundela John Grossman, Ewald Schorm und John Drake. 1975 zog Chundela nach Prag um und wirkte für drei Jahre als Direktor im Theater an der Balustrade. In diesen Jahren hat er auch mehrere Opern am Nationaltheater Brünn inszeniert. Gelegentlich trat er als Schauspieler in Theater und Film auf.
1978 wanderte er in die Schweiz aus und arbeitete in vielen Theatern der Bundesrepublik Deutschland. Überregional bekannt wurde er als Opernregisseur. Das Aalto-Theater in Essen wurde 1988 mit seiner Inszenierung von Richard Wagners Die Meistersinger von Nürnberg eröffnet. Er arbeitete aber auch weiterhin für das Schauspiel, so brachte er Tankred Dorsts Merlin oder Das wüste Land zur Uraufführung am Düsseldorfer Schauspielhaus.